# Мардас (река)
Мардас (Мордас) — река в России, протекает в Шуйском районе Ивановской области. Устье реки находится в 89 км по левому берегу реки Теза. Длина реки составляет 23 км.
Исток реки в низине за деревней Дворишки в 18 км к северо-востоку от города Шуя. Река течёт на юго-запад, в верхнем течении течёт по ненаселённой безлесой местности. В нижнем течении протекает посёлки Перемилово, Одинцово и Прилив, примыкающие с севера к городу Шуя. Впадает в Тезу, которая в данном месте делится на рукава в северной части Шуи.

## Данные водного реестра
По данным государственного водного реестра России относится к Окскому бассейновому округу, водохозяйственный участок реки — Клязьма от города Ковров и до устья, без реки Уводь, речной подбассейн реки — бассейны притоков Оки от Мокши до впадения в Волгу. Речной бассейн реки — Ока.
По данным геоинформационной системы водохозяйственного районирования территории РФ, подготовленной Федеральным агентством водных ресурсов:
- Код водного объекта в государственном водном реестре — 09010301112110000033372
- Код по гидрологической изученности (ГИ) — 110003337
- Код бассейна — 09.01.03.011
- Номер тома по ГИ — 10
- Выпуск по ГИ — 0